# Handwerkskammer Cottbus

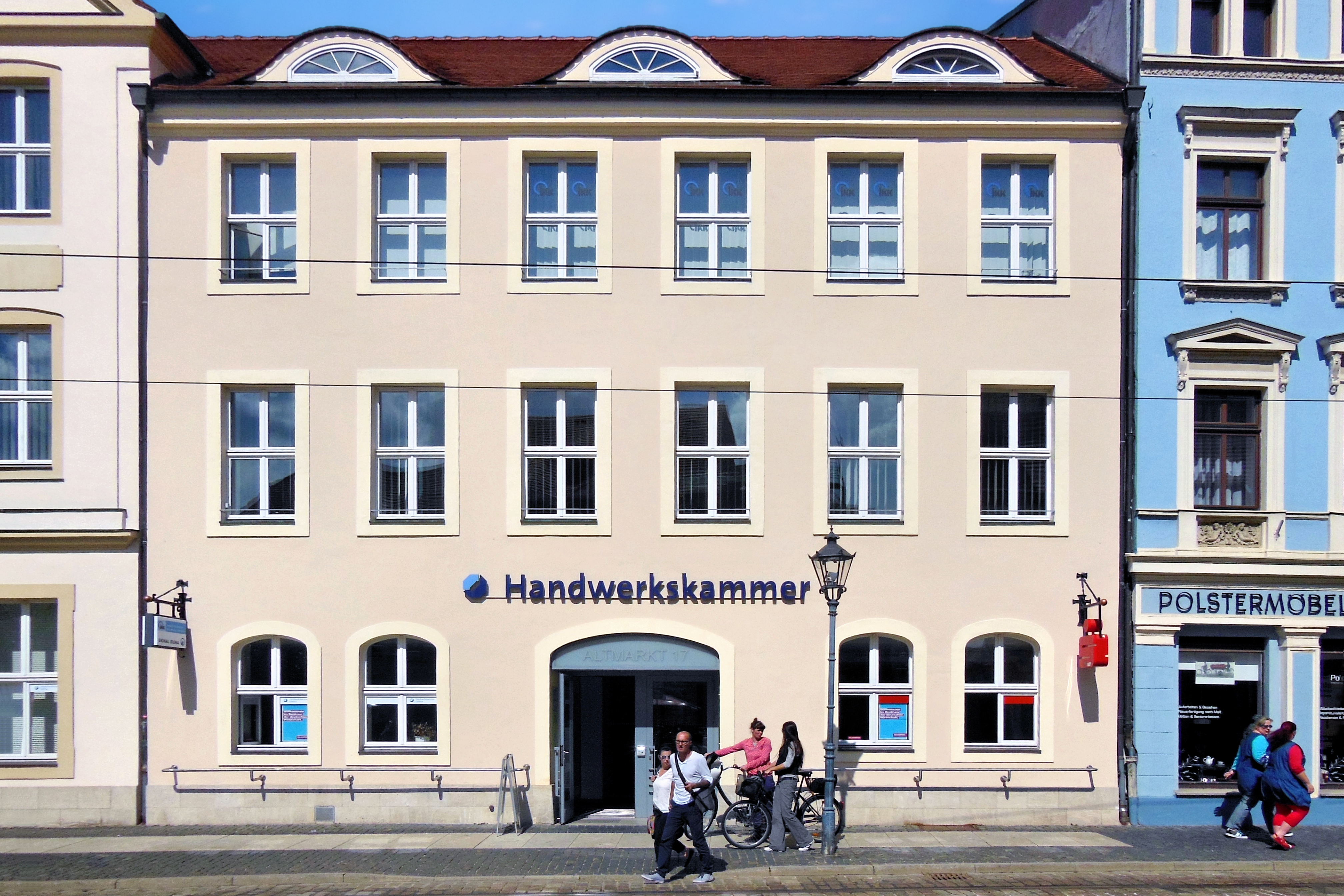
Sitz der Handwerkskammer in Cottbus

Die Handwerkskammer Cottbus ist eine von 53 Handwerkskammern in der Bundesrepublik Deutschland und eine von drei Handwerkskammern im Bundesland Brandenburg. Die Cottbuser Kammer wurde im Jahre 1953 vom Gesetzgeber als öffentlich-rechtliche Körperschaft zur Durchführung von Selbstverwaltungsaufgaben im Bereich Handwerkswirtschaft errichtet. Sie handelt gemäß dem Gesetz zur Ordnung des Handwerks (Handwerksordnung (HwO)) und der Satzung der Handwerkskammer Cottbus.
Der Kammerbezirk umfasst den südlichen Teil Brandenburgs. Dieser erstreckt sich über die vier Landkreise Dahme-Spreewald, Spree-Neiße, Oberspreewald-Lausitz, Elbe-Elster sowie die kreisfreie Stadt Cottbus.
Im Einzugsgebiet der Handwerkskammer Cottbus sind mehr als 9800 Handwerksunternehmen aktiv. Mit knapp 3000 Mitgliedsbetrieben ist der Dahme-Spreewald-Kreis das größte Einzugsgebiet, gefolgt vom Spree-Neiße-Kreis mit rund 2200, dem Elbe-Elster-Kreis mit knapp 1900, dem Oberspreewald-Lausitz-Kreis mit rund 1600 und der Stadt Cottbus mit circa 1400 Mitgliedsbetrieben.
Die Handwerkskammer Cottbus hat es sich zur Aufgabe gemacht, die Interessen ihrer Mitgliedsbetriebe gegenüber der Politik, der Wirtschaft und der Öffentlichkeit konsequent zu vertreten. Als Dienstleister ist sie der erste Ansprechpartner für die südbrandenburgischen Handwerksbetriebe. Neben den hoheitlichen Aufgaben, die ihr als Körperschaft des öffentlichen Rechts vom Staat übertragen wurden, zum Beispiel Abnahme von Prüfungen, Regelung der Berufsausbildung, Aufsicht über Kreishandwerkerschaften und Innungen, Bestellung und Vereidigung von Sachverständigen, Führung der Handwerksrolle und Lehrlingsrolle, bietet die Kammer in zahlreichen Einrichtungen ein umfassendes Angebot an Aus- und Fortbildungsmöglichkeiten und Dienstleistungen zur Unternehmensberatung und -betreuung.
Ihren Sitz hat die Handwerkskammer am Altmarkt in Cottbus, der einst ein wichtiger Handelsplatz war.

## Organisation

### Vorstand
Die Verwaltung der Handwerkskammer obliegt dem Vorstand, der aus neun von der Vollversammlung gewählten Mitgliedern besteht. In der Legislaturperiode 2022 bis 2027 setzt sich das Gremium wie folgt zusammen:
- Präsidentin (Selbständige) Corina Reifenstein, Dipl.-Ing. (FH) Bauwesen aus Spremberg OT Terpe
- Vizepräsident (der Arbeitgeberseite)  Ronny Wagner, Parkettlegemeister aus Cottbus
- Vizepräsident (der Arbeitnehmerseite) Karsten Drews, Kraftfahrzeugtechnikermeister aus Cottbus
- Vorstandsmitglied (Selbständige) Jürgen Mahl, Kraftfahrzeugmeister aus Werenzhain (Doberlug-Kirchhain)
- Vorstandsmitglied (Selbständige) Andreas Jurisch, Schmiedemeister aus Kolkwitz
- Vorstandsmitglied (Selbständige) Gerald Krüger, Elektroinstallateurmeister aus Bestensee
- Vorstandsmitglied (Selbständige) Thomas Audien, Dipl.-Ing. (FH) Elektrische Energietechnik
- Vorstandsmitglied (Gesellen) René Barthel, Raumausstatter aus Cottbus
- Vorstandsmitglied (Gesellen) Bettina Dajka, Friseurin
- Peter Dreißig war bis zu seinem Tod 2022 Ehrenpräsident der Handwerkskammer.

### Vollversammlung
Der Vollversammlung der Handwerkskammer Cottbus gehören 36 gewählte Mitglieder an. Diese sind Vertreter des gesamten Handwerks und verwalten ihre Tätigkeit als Ehrenamt unentgeltlich. Mitglieder der Vollversammlung sind 24 selbständige Handwerker und zwölf Gesellen, die die grundlegenden Entscheidungen der Handwerkskammer durch Beschlussfassung treffen. Dafür finden jährlich mindestens zwei Sitzungen statt.

### Ausschüsse
Entsprechend der Handwerksordnung (§ 110 HWO) hat die Vollversammlung die Möglichkeit, aus ihrer Mitte Ausschüsse zu bilden und diese mit besonderen regelmäßigen oder vorübergehenden Aufgaben zu betrauen. Ausschüsse der Handwerkskammer Cottbus sind
- Rechnungsprüfungsausschuss
- Berufsbildungsausschuss
- Gewerbeförderausschuss
- Gesellen- und Abschlussprüfungsausschüsse

### Geschäftsführung
Seit dem 5. Dezember 1996 ist der Ökonom Knut Deutscher der Hauptgeschäftsführer der Handwerkskammer Cottbus.

### Mitgliedschaften
Die Handwerkskammer Cottbus ist Mitglied im Zentralverband des Deutschen Handwerks und im Handwerkskammertag des Landes Brandenburg.

## Bildungszentren
Zur Handwerkskammer Cottbus gehören drei Bildungszentren:
- Berufsbildungs- und Technologiezentrum Gallinchen (BTZ)
- Lehrbauhof Großräschen
- Ausbildungsstätte für Gebäudereiniger

### Berufsbildungs- und Technologiezentrum Gallinchen (BTZ)
Am Rande der Stadt Cottbus gelegen, befindet sich das Berufsbildungs- und Technologiezentrum, in dem die Aus- und Weiterbildung von Lehrlingen, Gesellen, Meistern und Führungskräften im Handwerk stattfindet.
In folgenden Bereichen sind zertifizierte Anpassungsqualifizierungen und Umschulungen möglich:
- Dach- und kunsthandwerkliche Klempnerarbeiten
- Elektrotechnik, Elektronik, Steuerungs- und Automatisierungstechnik
- Friseur und Kosmetik
- Holzbe- und -verarbeitung
- Informations- und Kommunikationstechnik
- Installation und Heizungsbau
- Konventionelle und regenerative Energietechnik
- Kraftfahrzeugtechnik einschließlich Karosserie- und Fahrzeugbau
- Metallbau, Schweißen, Löten
- modulare betriebswirtschaftliche Fortbildungslehrgänge, z. B. Betriebswirt (HWK)

### Lehrbauhof Großräschen
Im Oberspreewald-Lausitz-Kreis (OSL) hat der Lehrbauhof Großräschen seinen Standort. Wie im BTZ Cottbus-Gallinchen erfolgt auch hier die Aus- und Fortbildung von Auszubildenden, Gesellen, Meistern und Führungskräften im Handwerk.
Umschulungen und zertifizierte Anpassungsqualifizierungen erfolgen dabei in den Bereichen:
- Bürokauffrau/-man
- Dachdecker
- Fliesen-, Platten- und Mosaikleger
- Maler und Lackierer, Fahrzeuglackierer
- Maurer und Betonbauer, Trockenbauer
- Straßenbauer
- Stuckateur
- Trockenbauer
- Zimmerer

### Ausbildungsstätte Gebäudereiniger
Die Ausbildungsstätte für Gebäudereiniger in Großräschen wurde im Jahr 2006 eröffnet. Mit Hilfe von nachgebildeten Büroräumen, Krankenzimmern sowie Fassaden ist für Lehrlinge, Meister- und Umschüler praxisnahes Lernen möglich.
In den Bildungszentren in Gallinchen und Großräschen verfügt die Handwerkskammer auch über eigene DVS Schweißer-Werkstätten.
Die Ausbildung erfolgt dabei im:
- Gasschweißen, Löten, Brenn- und Plasmaschneiden
- MIG-Löten verzinkter Bleche
- Lichtbogenhandschweißen
- WIG für Baustahl/CrNi/Alu/Kupfer
- MAG für Baustähle
- Be- und Verarbeitung rostfreier Stähle
- MIG für Aluminium und Kupfer
- Betonstahlschweißen E-Hand + MAG

## Ausbildung im Handwerk
Um qualifizierten Fachkräftenachwuchs für das südbrandenburgische Handwerk zu gewinnen, unterstützt die Handwerkskammer die Suche nach den Handwerkern von morgen. Dabei nutzt sie verschiedene Ausbildungsinitiativen, Wettbewerbe und Auslandskooperationen.

### Ausbildungsinitiativen

#### Praxislernen
Die Handwerkskammer Cottbus bietet im Rahmen der frühzeitigen Berufsorientierung Schülern der Region die Möglichkeit, einen Blick ins Handwerk zu werfen. Dabei können Jugendliche in den Ausbildungsstätten der Kammer verschiedene Werkstätten durchlaufen. Hier bewältigen sie mit eigenen Händen unter Anleitung von geschulten Lehrmeistern und unter Aufsicht der Lehrer praktische Aufgaben.
Praxislernen ist beispielsweise in folgenden Gewerken möglich: Maler/Lackierer, Tischler, Maurer, Metallbau, Friseur, Kosmetik, Installations- und Heizungsbau, Elektronik, Kraftfahrzeugtechnik, Gebäudereinigung.

#### Berufsorientierungstage
In Kooperation mit Schulen veranstaltet die Kammer in den schulischen Einrichtungen oder in ihren eigenen Ausbildungsstätten sogenannte Berufsorientierungstage. Hier erhalten Schüler und Jugendliche erste Einblicke in handwerkliche Berufe und können sich über mögliche Berufswege im Handwerk informieren.
Berufliches Gymnasium PLUS Handwerk
Die Handwerkskammer kooperiert mit den vier Oberstufenzentren in Südbrandenburg und begleitet Schüler im Beruflichen Gymnasium PLUS Handwerk. Das Projekt wurde mit dem brandenburgischen Bildungsministerium 2017 gestartet. Es erlaubt, die Module Betriebswirtschaftslehre und Pädagogik innerhalb des Rahmenlehrplanes der Oberstufenzentren zu unterrichten. Dabei handelt es sich um zwei Bausteine der Meisterausbildung, die so nach einer verkürzten Berufsausbildung besonders schnell absolviert werden können. Zusätzlich haben die Schüler ab der Klassenstufe 11 bereits die Möglichkeit, praktisch zu arbeiten. Sie erhalten damit Einblicke in Strukturen und Abläufe eines Handwerksbetriebes. Die Unternehmen wiederum können sich so frühzeitig den Fachkräftenachwuchs sichern.

#### Lehrling des Monats
Seit dem Jahr 2010 ehrt die Handwerkskammer Cottbus gemeinsam mit dem Versorgungswerk der Handwerkskammer Cottbus e.V. monatlich einen Auszubildenden aus Südbrandenburg mit der Auszeichnung „Lehrling des Monats“. Damit würdigt sie herausragende Leistungen des Handwerkernachwuchses in der Region.

#### Beratungstage
Monatlich führt die Kammer einen Beratungstag für Schüler, Jugendliche und Handwerker zu Ausbildungs- und Weiterbildungsmöglichkeiten im Handwerk durch. Im Rahmen der passgenauen Besetzung suchen Ausbildungsberater gemeinsam mit den Schülern nach freien Lehrstellen im Kammerbezirk.

### Wettbewerbe
Jährlich findet der Leistungswettbewerb des Deutschen Handwerks statt, an dem regelmäßig erfolgreich Auszubildende aus dem Cottbuser Kammerbezirk teilnehmen.

### Auslandskooperationen
Die Handwerkskammer Cottbus pflegt partnerschaftliche Kontakte mit europäischen Ausbildungszentren und Kammern. Seit 2003 führt die Kammer regelmäßig Austauschprojekte durch, bei denen Lehrlinge aus Südbrandenburg Erfahrungen in ausländischen Betrieben sammeln können.
Partnerschaften unterhält die Handwerkskammer mit
- Norwegen: Steinkjer/Egge, Fachschule/Weiterführende Schule
- Polen: Zielona Góra, Handwerkskammer
- Frankreich: Lons-le-Saunier, Chambre de Métiers et de l’Artisanat

## Weiterbildung im Handwerk
Handwerker und Unternehmer erhalten bei der Handwerkskammer die Möglichkeit, sich beruflich weiterzubilden. Dabei können sie Kurse, Lehrgänge und Seminare in unterschiedlichen Bereichen in der Aufstiegsfortbildung absolvieren.
Hierzu zählen:
- Meistervorbereitungslehrgänge in den einzelnen Handwerksberufen
- Fachkaufmann (HWK)
- Studium zum Betriebswirt (HWK)
- Oldtimerakademie (Restauration alter Fahrzeuge)

## Betriebsberatung
Die Handwerkskammer Cottbus unterstützt ihre Mitgliedsbetriebe mit einem umfangreichen Beratungsangebot. Gleichsam fördert sie die wirtschaftlichen Interessen des südbrandenburgischen Handwerks. Sie bietet Beratungen zu verschiedenen Themenkomplexen an:
- Ausbildungsberatung
- Beratung zur Ausübung eines Handwerks
- Beratung zu Weiterbildungsangeboten
- Betriebswirtschaftliche Beratung
- Beratung in Rechtsfragen
- Technische Beratung
- Außenwirtschaftsberatung
- Energie- und Umweltberatung

## Kreishandwerkerschaften und Innungen
Die Handwerkskammer ist mit der Aufsicht über die Kreishandwerkerschaften und Innungen ihres Kammerbezirkes beauftragt. In Südbrandenburg gibt es drei Kreishandwerkerschaften:
- Kreishandwerkerschaft Cottbus/Spree-Neiße
- Kreishandwerkerschaft des Landkreises Dahme-Spreewald
- Niederlausitzer Kreishandwerkerschaft

Insgesamt 39 Innungen haben ihren Sitz im Bezirk der Handwerkskammer Cottbus. Die Innungen eines Bezirkes bilden die Kreishandwerkerschaft. Dazu zählen unter anderen die Dachdeckerinnung Cottbus, die Elektrotechnikerinnung Königs Wusterhausen oder die Tischler-Innung Elbe-Elster.

## Junioren des Handwerks
Junge Handwerker aus Südbrandenburg bilden die Junioren des Handwerks Cottbus. Deren Ziel ist es, den handwerklichen Nachwuchs zu fördern und Kontakte zu Wirtschaft und Politik sowie anderen Handwerksjunioren zu knüpfen. Vertreten werden die Cottbuser Handwerksjunioren durch ihren Vorsitzenden. Dieser ist Metallbauermeister Mario Jurisch.